# Пачуря, Димитрие

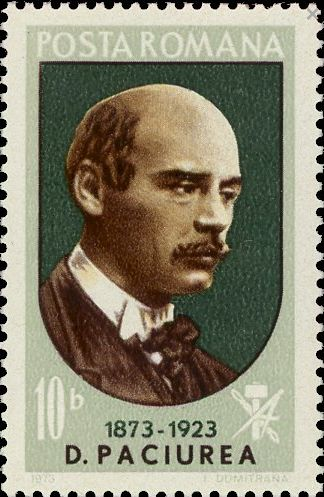
Почтовая марка Румынии, посвящённая 100-летию Д.Пачуреа. 1973 г.

Димитрие Пачуреа (рум. Dimitrie Paciurea; 2 ноября 1873, Бухарест — 14 июля 1932, Бухарест) — румынский скульптор, педагог. В 2012 году посмертно был избран членом Румынской академии.

## Биография
В 1894 году окончил Национальную школу изящных искусств (Școala Națională de Arte Frumoase). В 1896—1900 годах продолжил учёбу в Парижской высшей школе изящных искусств под руководством Жана-Антуана Энжальбера и в Академии Жюлиана у Вильяма Бугро и Габриэля Ферье.
Участвовал в выставках с 1894 года. В 1919 году был одним из основателей Общества румынского искусства. Его работы экспонировались на персональных выставках в Бухаресте в 1907, 1922, 1930 годах. Участвовал в выставках румынского искусства в Мюнхене (1913), Брюсселе (1930) и Венецианской биеннале (1924). Начиная с 1909 года преподавал курс скульптуры в Национальной школе изобразительных искусств в Бухаресте.
В начале творчества — импрессионист, позже — символист. Большое влияние на его работу оказал Огюст Роден.
Автор многих памятников, надгробных скульптур и портретных бюстов, в том числе, Л. Н. Толстого (1921), а также аллегорических композиций, включая Сфинкса (1912). Его работы украшают Триумфальную арку в Бухаресте.

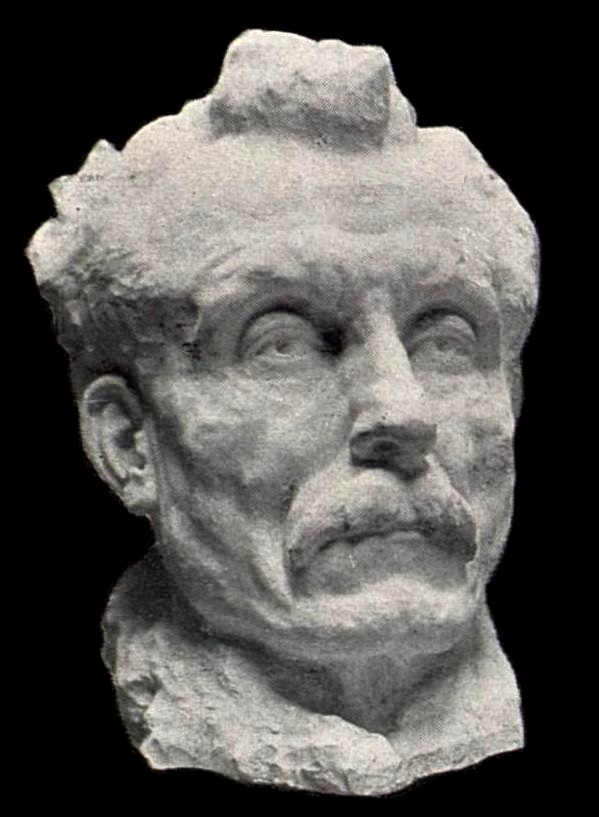
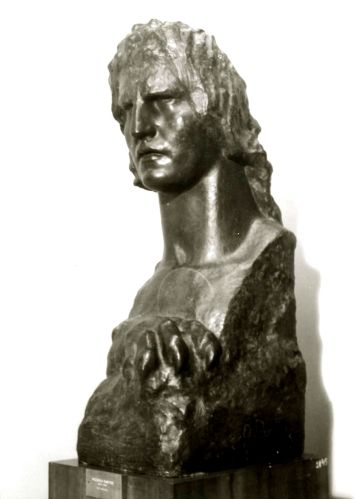
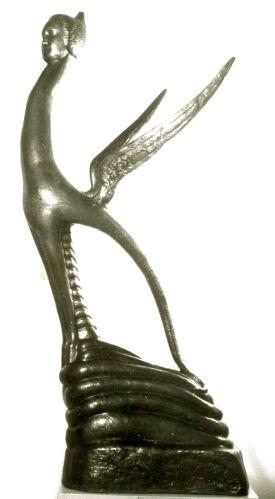
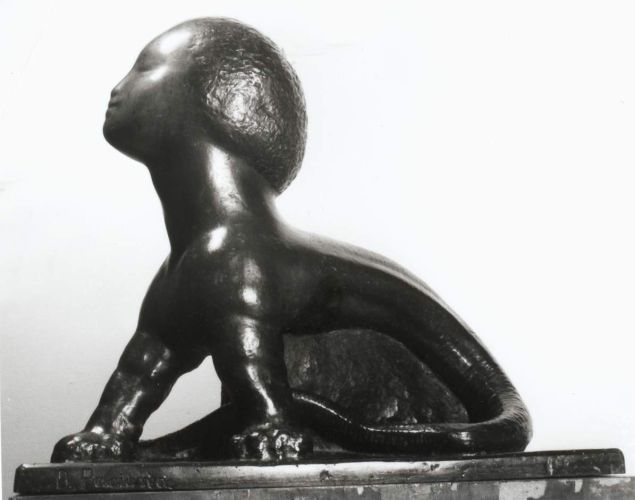

Похоронен на кладбище Беллу.